# Mausoleum der Familie Dannenfeldt

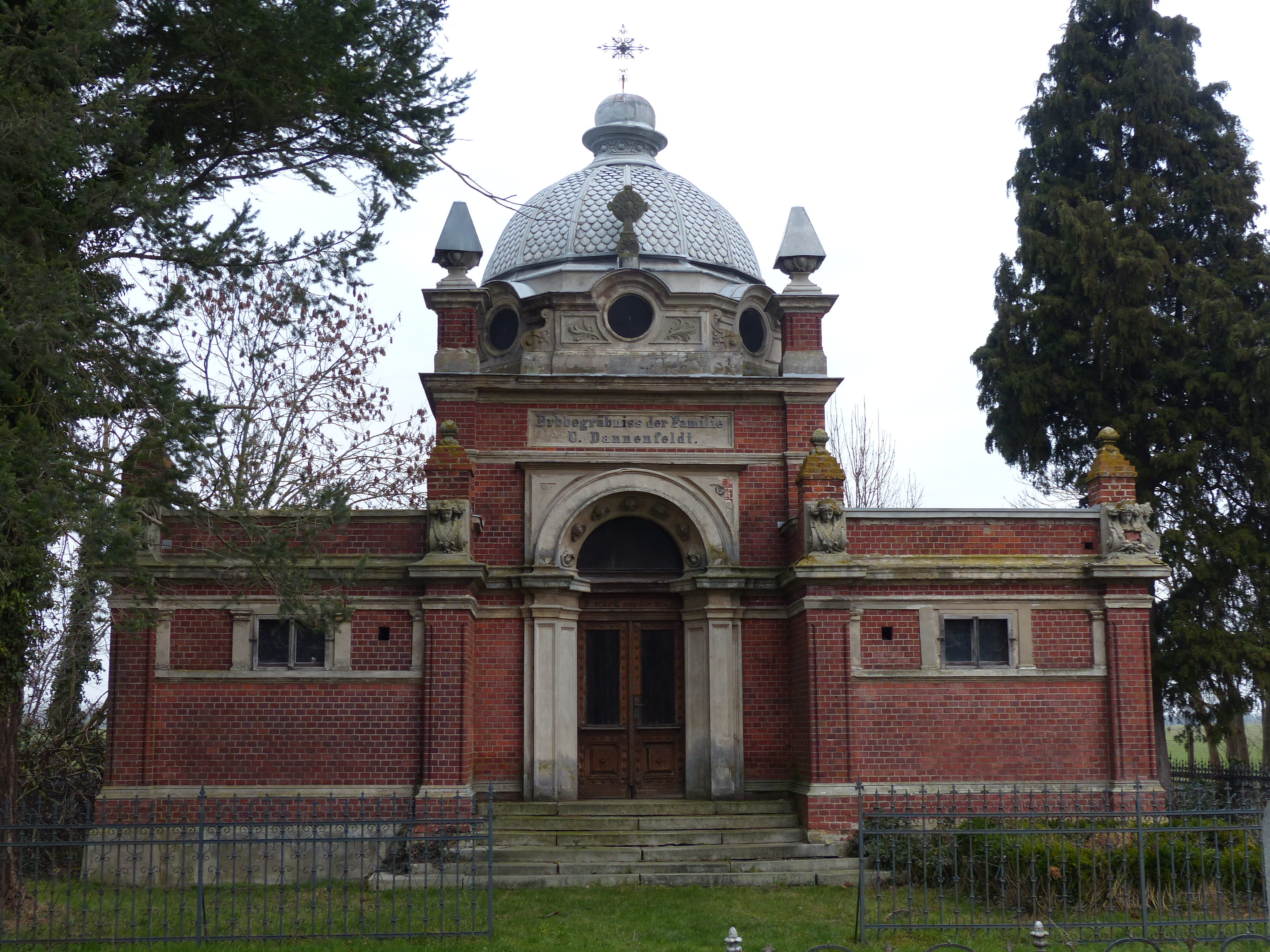
Mausoleum der Familie Dannenfeldt

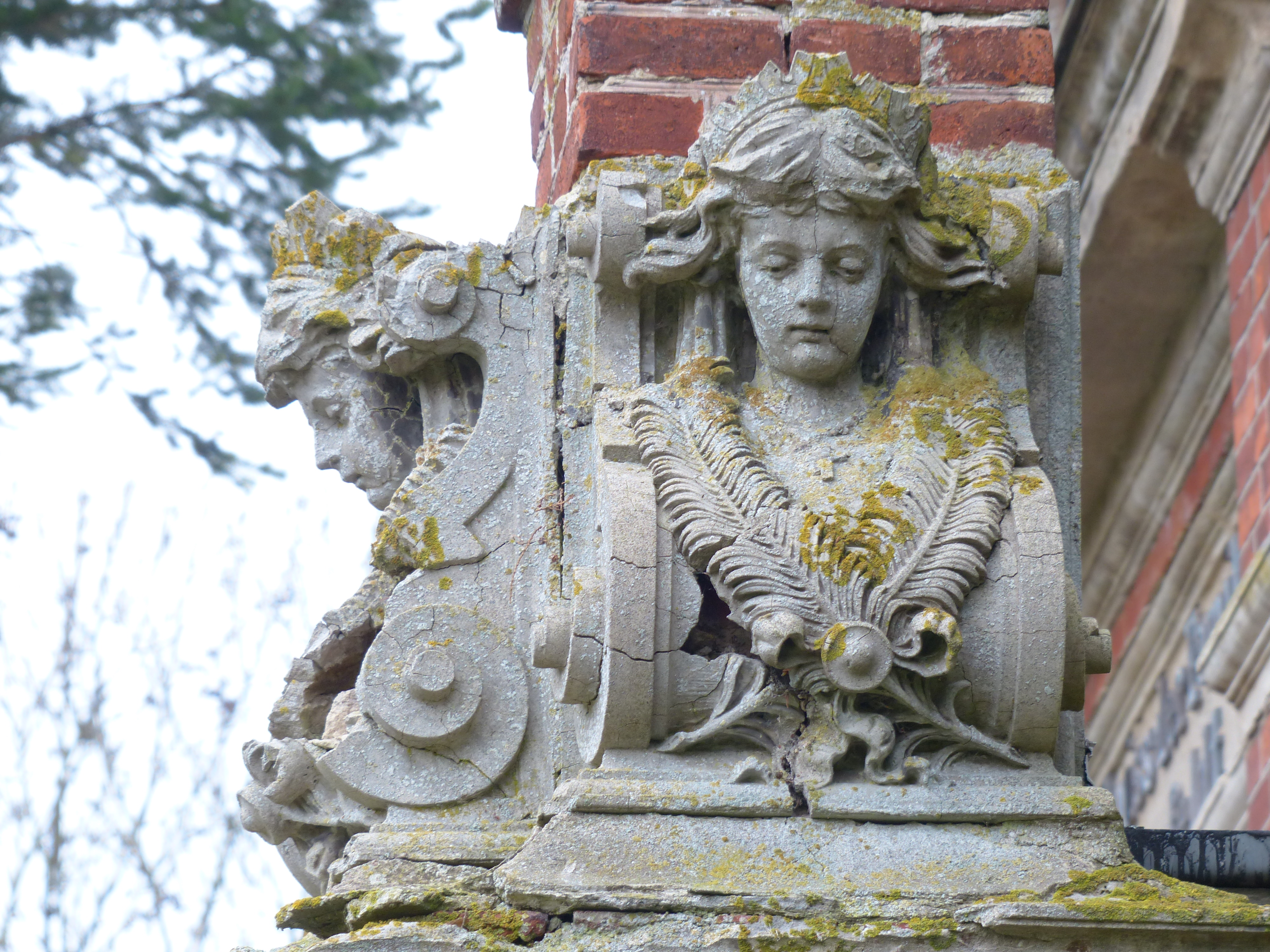
Beschädigtes Sandsteinrelief

Das Mausoleum der Familie Dannenfeldt befindet sich auf dem Friedhof von Mönchow, einem Ortsteil der Stadt Usedom im Landkreis Vorpommern-Greifswald in Mecklenburg-Vorpommern. Das Ende des 19. Jahrhunderts errichtete neobarocke Grabmal steht unter Denkmalschutz.
Der Bauer Carl Dannenfeldt aus Gneventhin ließ sich 1891 auf dem Mönchower Friedhof ein Mausoleum errichten. Die Ausführung des Baus übernahm der Maurermeister Pistorius aus Swinemünde. Die Kosten betrugen 25.000 Mark.
Das Mausoleum wurde als neobarocker Backsteinbau mit Architekturelementen aus Sandstein errichtet. Die Seitenteile treten leicht hervor. Lisenen mit Dreiviertelstäben an den Kanten gliedern den Baukörper. An der Rückseite befindet sich eine leicht hervortretende Apsis ohne Fenster. Der überhöhte quadratische Mittelteil des eingeschossigen Baukörpers wird von einer Kuppel gekrönt. Vier Obelisken auf Sockeln umgeben diese Kuppel.
Das Portal, zu dem eine Freitreppe führt, ist von Pilastern gerahmt. Es besitzt ein rundbogiges Oberlicht, in dessen Gewände sieben Puttenköpfe angeordnet sind. Oberhalb davon befindet sich der Schriftzug „Erbbegräbniss der Familie C. Dannenfeldt.“